# Анофрієв Олег Андрійович
Олег Андрійович Анофрієв (рос. Олег Андреевич Анофриев; 14 липня 1930, Геленджик, Краснодарський край, Російська РФСР — 28 березня 2018, Москва, Росія) — радянський та російський актор театру і кіно, співак, режисер, автор пісень. Народний артист РРФСР (1969). Народний артист Росії (2004).

## Життєпис
Народився в місті Геленджик під час відрядження батьків. Батько був лікарем, мати — домогосподаркою.
У 1954 році закінчив Школу-студію МХАТу. До 1960 року працював актором Центрального дитячого театру. Потім працював актором в Театрі ім. Маяковського, а з 1962 по 1972 — в Театрі ім. Моссовєта. В останньому Олег Анофрієв зіграв одну зі своїх найкращих ролей в театрі — Василя Тьоркіна. Спектакль набув такої слави, що театр бував з ним на гастролях в Болгарії, а Анофрієв став почесним громадянином міста Русса[джерело?].
У 1955 році Олег Анофрієв дебютував у фільмі «Секрет краси». В подальшому він зіграв в кіно понад сорок ролей.
Популярним Анофрієв став і як співак. Також він озвучував мультфільми, найвідомішим з яких є «Бременські музиканти» (1969).
Помер 28 березня 2018 року у Москві на 88 році життя.

## Громадська позиція
- Позитивно оцінював діяльність В. Путіна і С. Шойгу[5].
- У 2014 році в інтерв'ю газеті «Культура» заявив, що "на Україні «орудують» «сентиментальні вбивці з комплексом неповноцінності», метою яких стали «Донецька і Луганська області — російські люди, які давно освоїли цю територію і жили на ній власною працею»"[6]

## Творчість

### Фільмографія
1. 1955 — Секрет краси — стиляга Едик
2. 1955 — За вітриною універмагу
3. 1956 — Мандрівка в молодість
4. 1956 — В добрий час!
5. 1958 — Дівчина з гітарою — Савушкін
6. 1959 — Там, де кінчається асфальт
7. 1960 — Проста історія
8. 1961 — Артист із Коханівки — Міша, технік-будівельник
9. 1961 — Червоні вітрила — Летіка, матрос
10. 1962 — Веселі історії — Федько
11. 1962 — Колеги
12. 1964 — Казка про втрачений час — старий Петя Зубов
13. 1966 — Перевірено — мін немає — Мамалижкін, радянський сапер
14. 1966 — Друзі і роки — Лялін
15. 1970 — У Москві проїздом… — Олег
16. 1971 — Алло, Варшава! — Стефан Скавронської, заст. редактора
17. 1973 — Земля Санникова
18. 1974 — Автомобіль, скрипка і собака Клякса — Музикант
19. 1975 — Мій будинок — театр
20. 1976 — Перший рейс -Сергій
21. 1978 — Додумався, вітаю!
22. 1978 — Сонце, знову сонце
23. 1978 — Сутичка в хуртовині
24. 1978 — Поки божеволіє мрія
25. 1978 — Інкогніто з Петербурга
26. 1978 — Поворот — адвокат
27. 1979 — Засланець № 011
28. 1979 — Прийміть телеграму в борг — міліціонер
29. 1979 — Кіт в мішку
30. 1979 — Бабусі надвоє сказали... — міліціонер
31. 1981 — Будьте моїм чоловіком — відпочиваючий
32. 1982 — Там, на невідомих доріжках… — Соловей-розбійник
33. 1982 — Несподівано-негадано / Рік Золотої рибки — сусід Жанни, бібліофіл
34. 1983 — Спокій скасовується
35. 1983 — Людина на полустанку — Василь
36. 1983 — Таємниця вілли «Грета» — головний редактор
37. 1984 — Герой її роману
38. 1985 — Після дощику в четвер
39. 1986 — Добре сидимо! — Шофер
40. 1986 — Секунда на подвиг
41. 1987 — Гардемарини, вперед!
42. 1987 — Людина з бульвару Капуцинів
43. 1989 — Кримінальний квартет — Фельдман
44. 1989 — Дві стріли. Детектив кам'яного століття — людина роду
45. 1990 — Захочу — полюблю
46. 1992 — Бути закоханим (композитор, режисер)
47. 1995 — Маша і звірі
48. 1995 — Московські канікули — пілот
49. 1996 — Бродвей моєї юності
50. 1999 — Знову треба жити

### Озвучування мультфільмів
1. 1964 — Ситцева вулиця
2. 1969 — Бременські музики
3. 1973 — Казка про попа і наймита його Балду
4. 1974 — Йшов трамвай десятий номер
5. 1974 — Як левеня і черепаха співали пісню
6. 1975 — В порту
7. 1979 — Дуже синя борода
8. 1986 — ДоРеМі

## Відомі пісні
- 1962 — пісня до кінофільму «Шлях до причалу»
- 1964 — «Спокойной ночи, малыши!»
- 1969 — «Ничего на свете лучше нету» (до мультфільму «Бременські музики»)
- 1973 — «Миг» (музика Олександра Зацепіна, слова Леоніда Дербеньова, до фільму «Земля Санникова»)

## Авторські пісні
Всього Олег Анофрієв написав понад 50 пісень.
- «Река — судьба»
- «Одуванчики»
- «Колыбельная»
- «Весенняя»
- «Водолаз»
- «Какая песня без баяна»